# Tüttendorf
Tüttendorf település Németországban, Schleswig-Holstein tartományban. Lakosainak száma 1229 fő (2023. december 31.).

## Népesség
A település népességének változása:
| Lakosok száma | 832  | 1256 | 1248 | 1235 | 1236 | 1229 |
|               | 1975 | 2017 | 2019 | 2021 | 2022 | 2023 |